# Cameroun septentrional
Cet article possède un paronyme, voir Cameroun (homonymie).
Ne doit pas être confondu avec Septentrion (Cameroun).
20 juillet 1922 – 31 mai 1961
(38 ans, 10 mois et 11 jours)
Entités précédentes :
- Kamerun

Entités suivantes :
- Nigeria

Le Cameroun septentrional ou Cameroun du Nord (en anglais : Northern Cameroons) était la partie nord du Cameroun britannique, un territoire sous mandat de la Société des Nations administré par le Royaume-Uni. Aujourd'hui, il couvre trois États du Nigeria : Adamawa, Borno et Taraba.

## Géographie
Le Cameroun septentrional est constitué de deux étroites bandes de territoire, au nord et au sud de la Bénoué. La bande nord s'étendait sur 350 km au sud du Tchad, avec une largeur moyenne de 54 km. Administrativement, ce territoire est réparti entre les provinces d'Adamawa et du Bornu, la plus grande partie se trouvant dans les provinces du Bornu. Le secteur du Bornu comprend les plaines en pente douce du bassin du Tchad ; la province d'Adamawa englobait les hauteurs du Mandara, avec des sommets s'élevant à 1 400 m d'altitude. Toute cette région septentrionale est desservie par des routes longitudinales praticables dans toutes les régions.
La majeure partie du sud de la Bénoué se trouve dans la province d'Adamawa ; seule une petite partie de la vallée du Donga se trouvait dans la province de la Bénoué. Cette bande a une longueur d'environ 320 km et une largeur moyenne de 100 km. Elle s'élève généralement au-dessus de 750 m et forme un massif sur les plateaux orientaux de Bamenda au Cameroun méridional. Les rivières qui coulent vers l'ouest creusent de profondes vallées dans ces massifs, dont les plus importantes sont celles du Donga et du Temba. L'eau est drainée depuis les plaines de la Bénoué et les vallées sont les seules voies d'accès. Mais l'absence de voies longitudinales isole les différents bassins. 

## Histoire
Le Kamerun (dont le territoire correspond à l’actuel Cameroun et à la frange Est du Nigeria) est colonisé par l'Allemagne sous le régime du protectorat durant la « course à l'Afrique » entre puissances européennes à la fin du XIXe siècle. Pendant la Première Guerre mondiale, le protectorat est occupé par les troupes britanniques, françaises et belges. À l'issue du traité de Versailles, le protectorat est divisé entre un territoire sous mandat français et un autre mandat britannique.  

### Période de la tutelle (1946-1961)

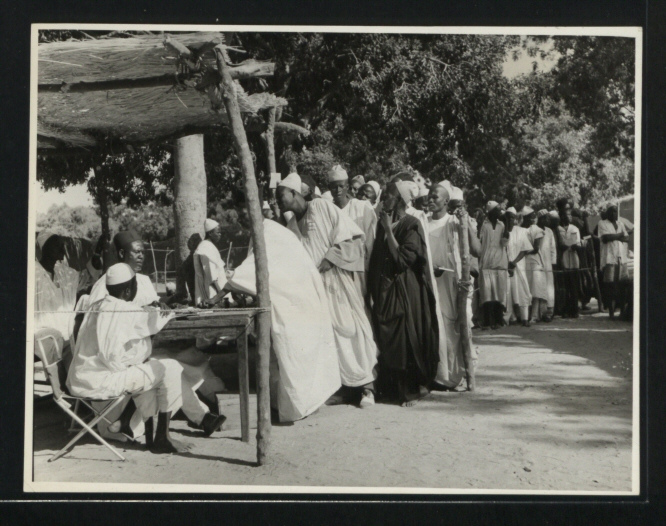
Vote à Bama en novembre 1959.

Pour ne pas épuiser ses ressources, et pour des raisons de commodité administrative, les Britanniques, par le décret du 2 août 1946, administrent le Cameroun septentrional depuis la région du Nord du Nigeria, mais sans le rattacher à celui-ci. Le Cameroun septentrional est soumis à un référendum qui se tient le 7 novembre 1959, les électeurs ont le choix entre un rattachement avec le Nigeria ou le report de la décision, les électeurs se sont prononcés en faveur de cette dernière solution, 62,25 % d'entre eux ayant voté pour le report de la décision.    
Un référendum est organisé en 1961 laissant aux électeurs le choix entre une union avec le Nigeria (indépendant depuis le 1er octobre 1960) ou avec le Cameroun (indépendant depuis le 1er janvier 1960), 60 % des électeurs du Cameroun septentrional votant pour le rattachement au Nigeria contre 40 % pour le rattachement au Cameroun.   

## Dirigeants
- 1960-1961 : Percy Wyn-Harris

## Éducation

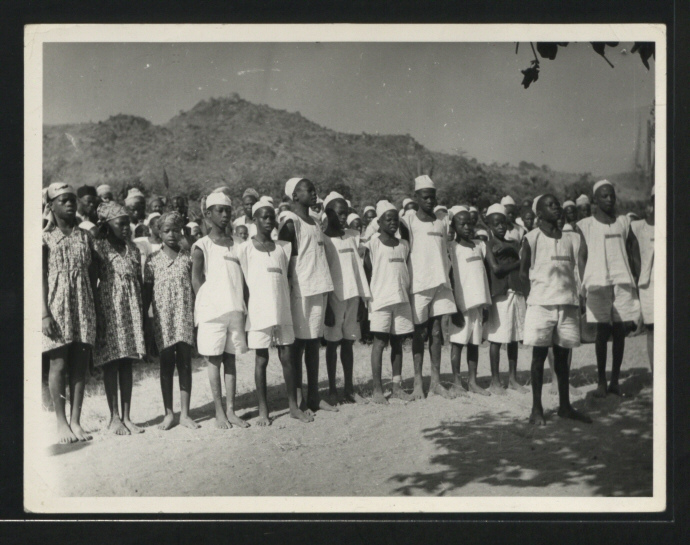
Enfants d'une école rurale (rural school) dans la province dAdamawa.

En 1925, il y a trois écoles primaires au Cameroun septentrional, peuplé par plus de 700 000 habitants, avec un effectif total de 31 élèves. En 1930, il n'y a qu'une seule école à Mubi, qui accueille 28 enfants. Il existe une autre école non assistée et non reconnue dans la province de Dikwa, supervisée par le Nigeria. Cinq habitants du Cameroun septentrional suivent une formation d'enseignant d'école primaire au Nigeria. La même année, il y a 619 écoles coraniques qui n'ont que peu ou pas de rapport avec l'éducation occidentale. En 1938, il y a quatre écoles primaires reconnues au Cameroun septentrional.
Le représentant britannique au Conseil de tutelle des Nations unies, déclare au début des années 1950 : « Dans la partie reculée du Cameroun septentrional (district de Dikwa), l'analphabétisme atteint presque 100 % ».
La situation s'améliore légèrement à la fin des années 1950, avec trois écoles primaires créées dans les provinces d'Adamawa North et South. En 1961, au moment du départ britannique, il n'y a jamais eu d'école secondaire au Cameroun septentrional, ni d'école pour filles.